# Mihalovići
Mihalovići  su hrvatska velikaška obitelj s istoka Hrvatske. Plemićki naslov im je dao car i hrvatsko-ugarski kralj Karlo III. 1716. godine. Do 19. stoljeća ih se u povijesnim dokumentima spominje u obliku Mihalović i Mihajlović. Za hrvatsku povijest su jednako značajni kao Pejačevići i Adamovići.
Poznati njihov posjed su kurija u Feričancima i kurija u Orahovici, gradu koji je bio njihov posjed, koje je Dimitrije Mihalović kupio od Pejačevića. Plemenitaši Mihalovići danas imaju trg koji nosi ime po njima. Na trgu se nalazi Gradski muzej Orahovica, čiji se postav nalazi u kuriji Mihalović.
Poznati pripadnici ove obitelji su:
- Ivan Mihalović
- Josip Mihalović, kardinal, zagrebački nadbiskup
- Karlo Mihalović, čepinski vlastelin, regulirao rijeku Vuku, odbio barunstvo i čast hrvatskog bana, povjerenik na saboru u Pešti
- Edmund Mihalović, direktor Muzičke akademije u Budimpešti
- Hugo Mihalović, doktor bogoslovlja i glazbenik
- Antun Mihalović, posljednji hrvatski ban u Austro-Ugarskoj